# Hu jezik
Hu jezik (ISO 639-3: huo), austroazijski jezik na jugozapadu kineske provincije Yunnan, gdje ga govori oko 1 000 ljudi (2006 L. Jinfang) u pet sela, uključujući i selo Nahuopa u Mengyangu.
Hu pripada u mon-khmerske jezike, uža istočnopalaunška skupina, podskupina angku. Leksički mu je najbliži u [uuu], 76%.

## Vanjske poveznice
- Ethnologue (14th)
- Ethnologue (15th)
- The Hu Language